# Kolejny krok (album Electric Rudeboyz)
Kolejny krok – album studyjny polskiego projektu hip-hopowego Electric Rudeboyz. Wydawnictwo ukazało się 12 maja 2001 roku nakładem wytwórni muzycznej BAZA Lebel w dystrybucji EMI Music Poland. Płyta była promowana singlami "Nie ma lekko" i "Znowu lato".
Album uzyskał nominację do nagrody polskiego przemysłu fonograficznego Fryderyka w kategorii "najlepszy album hip-hop".

## Lista utworów
Opracowano na podstawie materiału źródłowego.
1. "Intro" – 2:09
2. "Rzeczywistość" – 5:21
3. "Zdrada" – 4:51
4. "Nie ma lekko" – 5:06
5. "Kolejny krok" – 4:06
6. "Scp" (gościnnie: Aha) – 3:51
7. "Beton" – 4:59
8. "Słońce" – 2:36
9. "Znowu lato" – 4:29
10. "Nienawiść" – 4:58
11. "Senne powieki" – 5:13
12. "U nas gra electro" – 3:41